# 尹進
尹進（1426年—？），字時敏，直隸揚州府江都縣人，明朝政治人物。進士出身。

## 生平
景泰元年（1450年）庚午科順天府鄉試第六十四名。天順元年（1457年）丁丑科會試第十五名，殿試登進士第三甲第三十六名。授户部主事，擢河南按察佥事，领南畿江北屯田事，九載秩满，还京居，仅二载而卒。

## 家族
曾祖尹濟民。祖父尹汝欽。父亲尹仲良。